# سیدنی ایرز
سیدنی ایرز (انگلیسی: Sydney Ayres؛ ۲۸ اوت ۱۸۷۹ – ۹ سپتامبر ۱۹۱۶) یک هنرپیشه، فیلم‌نامه‌نویس، و کارگردان اهل ایالات متحده آمریکا بود.